# オーフス港
オーフス港（英語: Port of Aarhus、デンマーク語: Aarhus Havn）は、デンマーク、中央ユラン地域のオーフス市に1845年開港した深水港（英語版の「List of Panamax ports」参照）である。デンマーク最大のコンテナ港として同国のコンテナ輸送量の50%以上を取り扱っており、2017年には約840万トンに及ぶ貨物を出荷した。

## 地理

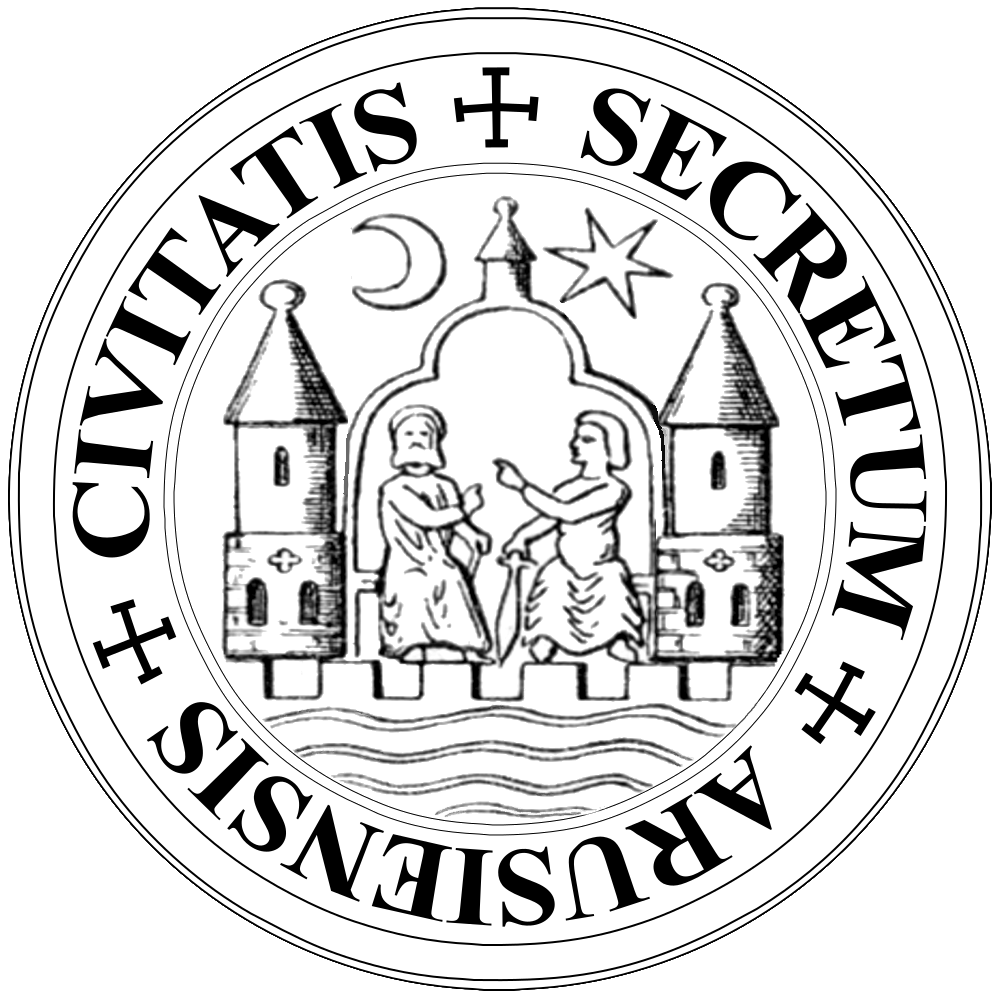
オーフス市章

オーフス港はオーフス中心部のオーフス川河口に位置し、カテガット海峡のオーフス湾に面する。港から東はヘルゲネス（Helgenæs）、南東はサムセー島を臨み、沿岸には南にマルスリスボルグの森（Marselisborg Forests）、北にリイススコヴ（Riis Skov）が所在する。

## 管理
オーフス港は、財政的に独立した会社としてオーフスの地方自治体（Aarhus Municipality）によって所有・運営されている。市長と市議会議員のうち2名が市議選の後、自動的に取締役会のメンバーとなり、市長が会長に就任することになっている。取締役会は、市議会議員3名、管理業務経験者3名、港の従業員から選出された代表者1名の計7名で構成されている。

## 歴史

### 開港まで

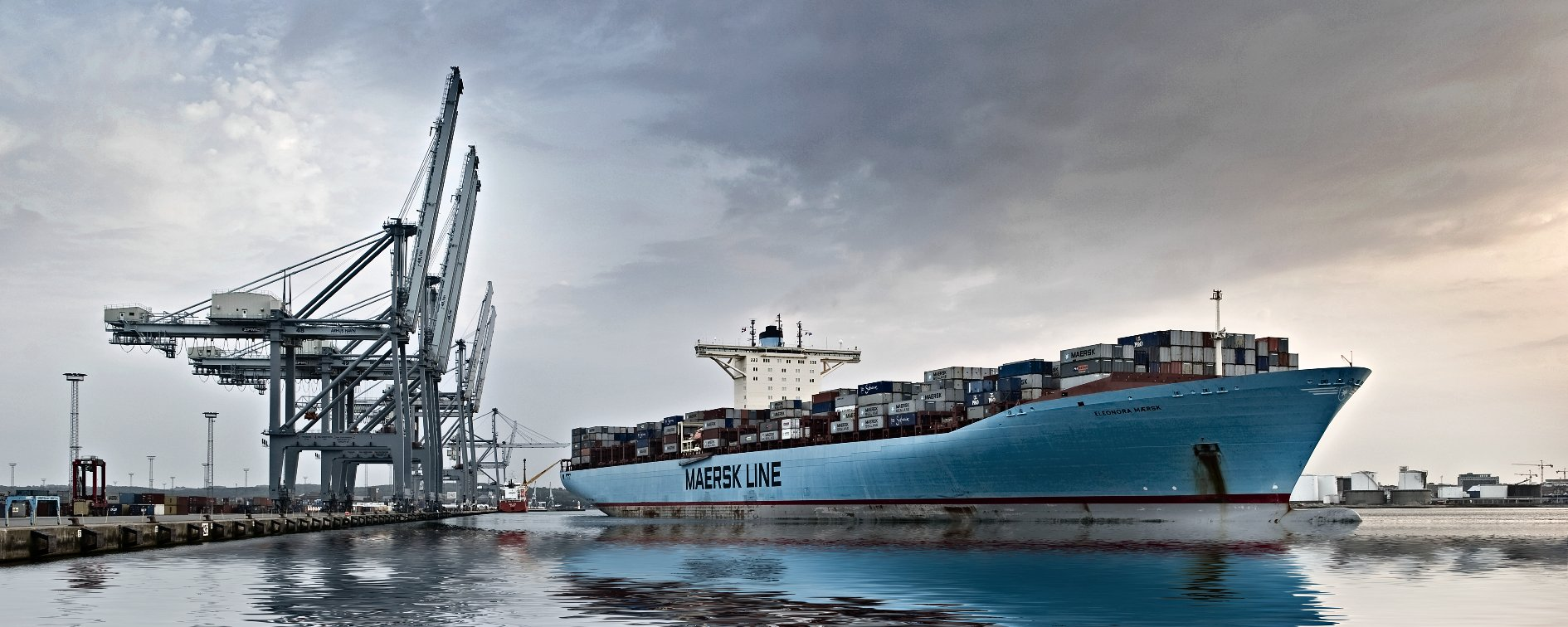
港に停泊する世界最大級のコンテナ船エレオノーラ・マースク

オーフスはデンマークで最も古い都市の一つであり、ヴァイキング時代（Viking Age）の8世紀、かつてのフィヨルド（東ユトランドフェルデ・フィヨルド群の一つ）の北岸にある天然の港に設立された。フィヨルドは自然的な土砂の運搬作用によって次第に狭まった末に川となり、19世紀にはこの時期新たに設立された市議会（Municipal council）によって港は海岸に移された。1845年から1861年、また1883年から1890年にかけて、港は順次拡張され、現在のNordhavnen（北港）となった。1905年から1911年にはSydhavnen（南港）が、港の東側に沿って南から伸びるより大きな新しい桟橋として作られた。1935年から1960年、1984年から1992年にかけて、北港は再び拡張され、1975年からは南から北東に向け、さらに大きな桟橋が建設された。
中世を通じて、この港は主にオーフス周辺の大規模な農業集散地（Catchment area）からノルウェーとドイツに穀物を輸出していた。19世紀初頭になると同時期に第一次産業革命が起こったことで、輸入は蒸気機関の燃料となった石炭ないしは鉄が中心となり、1880年にはデンマークの農業が穀物の輸出から畜産へと変化したため、需要の高まった飼料、肥料、穀物が輸入によって補われるようになった。1870年代には、エスビャウにできた新しい港がユトランド半島からの農産物輸出を吸収したため、穀物の輸出はさらに減少を始めたが、20世紀初頭には油、飼料、加工食品、工業製品の輸出が増加した。

### 近年
1997年、オーフス市議会は港の拡大・発展のための「マスタープラン」を発表、港の面積をもとの2倍の350ヘクタールに拡大させるつもりであるという。 北港の最も古く中心的なエリアは、新しいオーフスØ（オーフス港湾地域）を含む都市区域に生まれ変わりつつある。

## 港湾概要

モルスリンイェンが航行させているフェリーの航路

オーフス港にはそれぞれコンテナ、多目的、バルク、タンカー、フェリー、クルーズを取り扱うための6つのターミナルがある。コンテナターミナルは、長さ1300mの桟橋、超パナマックスクレーン、水深14m、パナマックスクレーン1基からなり、面積は75万平方メートルである。マルチターミナルでは、石炭や飼料などのばら積み貨物、木材や風車などの計画貨物を取り扱う。バルクターミナルでは、穀物、砂、砂利などのバルクを扱っている。タンカーターミナルでは、鉱物油、ガソリン、化学薬品、糖蜜、セメントなどを扱っている。フェリーターミナルは、シェランズ・オッデ（Sjællands Odde）のオデンフェリー港へのルートを運航するモルスリンイェン（Molslinjen）という企業が主に利用しているが、フィンランドや王都コペンハーゲンへのRO-RO船も不定期で運航している。クルーズターミナルは、主にバルト海からのクルーズ船を受け入れている。2016年からNordic Seaplanesによるオーフス港発コペンハーゲン行きの水上飛行機の定期便が運航されている。

## 統計
| 輸送重量（単位：百万トン=mt） | 輸送重量（単位：百万トン=mt） | 輸送重量（単位：百万トン=mt） | 輸送重量（単位：百万トン=mt） | 輸送重量（単位：百万トン=mt） |
| ----------------------------- | ----------------------------- | ----------------------------- | ----------------------------- | ----------------------------- |
| year                          |                               |                               |                               | mt                            |
| 2000                          | 2000                          |                               | 9,847                         | 9,847                         |
| 2001                          | 2001                          |                               | 9,980                         | 9,980                         |
| 2002                          | 2002                          |                               | 9,622                         | 9,622                         |
| 2003                          | 2003                          |                               | 9,982                         | 9,982                         |
| 2004                          | 2004                          |                               | 10,356                        | 10,356                        |
| 2005                          | 2005                          |                               | 11,168                        | 11,168                        |
| 2006                          | 2006                          |                               | 11,914                        | 11,914                        |
| 2007                          | 2007                          |                               | 12,188                        | 12,188                        |
| 2008                          | 2008                          |                               | 11,814                        | 11,814                        |
| 2009                          | 2009                          |                               | 8,859                         | 8,859                         |
| 2010                          | 2010                          |                               | 9,386                         | 9,386                         |
| 2011                          | 2011                          |                               | 9,169                         | 9,169                         |
| 2012                          | 2012                          |                               | 8,403                         | 8,403                         |
| 2013                          | 2013                          |                               | 8,059                         | 8,059                         |
| 2014                          | 2014                          |                               | 7,614                         | 7,614                         |
| 2015                          | 2015                          |                               | 7,707                         | 7,707                         |
| 2016                          | 2016                          |                               | 8,038                         | 8,038                         |
| 2017                          | 2017                          |                               | 8,399                         | 8,399                         |
| デンマーク統計局提供          |                               |                               |                               |                               |

オーフス港は、運輸・工業部門を中心に約150社が入居する広大な工業地帯を支えており、約1万人の従業員がこの地域で就労している。2015年現在、オーフス港はデンマーク最大のコンテナ港であり、市場シェアは約60％、また国内最大の公共バルクターミナルでもある。フェリーターミナルでは、年間約100万台の車両と約200万人の乗客がサービスを利用している。右に示すのはデンマーク統計局による輸送重量の推移を示したグラフである。